# 大沢さとり
大沢さとり（おおさわ さとり、1958年12月2日 - ）は東京都出身の調香師である。フランス調香師協会会員。華道師範であり、茶道の茶名も取得。また香道を学ぶなど、和の歴史と文化への敬意がクリエーションの原点となっている。

## 略歴
2000年、東京にサロンを開設。2009年、自らのフレグランスブランド「パルファン サトリ」を法人化。オリジナル香水の制作販売のみならず、企業やデザイナーズブランドからの依頼を受け、ルームフレグランスやヘアケアなどのプロダクツを調香。
スクールでは後進の指導にもあたっている。
2018年、世界中の香水愛好家のバイブル「PERFUMES THE GUIDE」に日本の独立系ブランドとして初めて掲載、更に英国フィナンシャルタイムズの「2018年世界の香水ベスト５」に選出されるなど欧州を中心に高い評価を得ている。
2023年、文化庁長官表彰。